# 두르가푸르

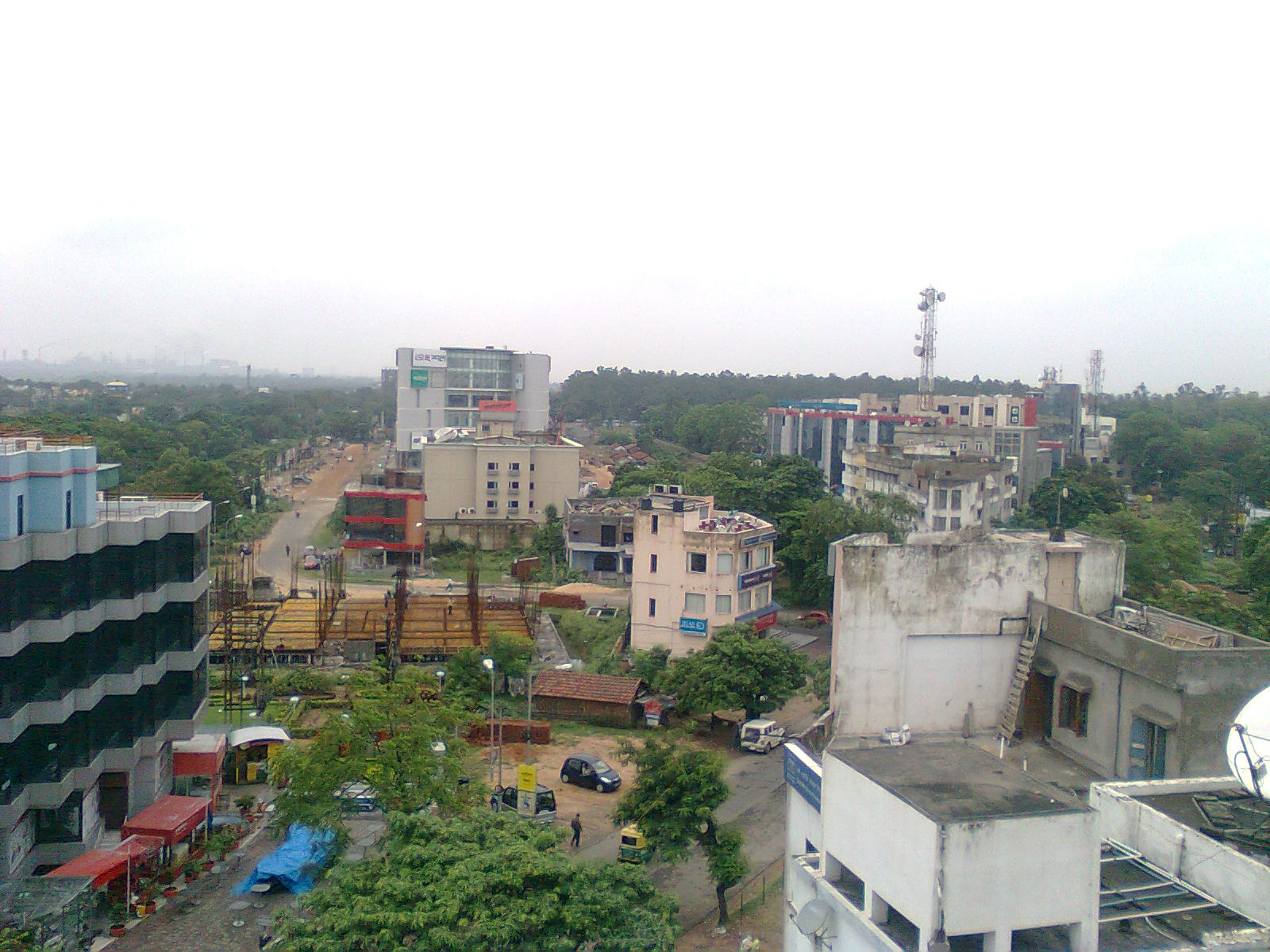

두르가푸르(Durgapur, 벵골어: দুর্গাপুর)는 인도 서벵골주의 도시로, 인구는 492,996명(2001년 기준), 면적은 154km2, 높이는 해발 65m이다. 제철소가 입주하면서부터 공업이 발달했다.